# Varrel
Varrel es un municipio situado en el distrito de Diepholz, en el estado federado de Baja Sajonia (Alemania). Tiene una población estimada, a mediados de 2021, de 1533 habitantes.
Está ubicado a poca distancia al sur de la ciudad de Bremen, al norte de la frontera con el estado de Renania del Norte-Westfalia.